# Kids' Choice Awards 2007
La 19ª edizione dei Nickelodeon Kids' Choice Awards si è svolta il 31 marzo 2007 presso il Pauley Pavilion di Los Angeles e trasmesso in diretta dalla rete statunitense di Nickelodeon.
L'edizione ha visto la conduzione del cantante Justin Timberlake e le esibizioni dei Maroon 5 col brano "Makes Me Wonder" e di Gwen Stefani e Akon col singolo "The Sweet Escape". Lo show è stato preceduto dall'esibizione di Drake Bell col brano "Hollywood Girl".
L'evento è stato pubblicizzato attraverso gli speciali Nickelodeon per la TV "Name That Nominee", in onda l'11 marzo e condotto da Lil' JJ e "Deep Inside the KCAs", in onda il 18 marzo e condotto da Emma Roberts.
L'artista più vincente dell'edizione è stata Beyoncè che si è aggiudicata due premi; il film più nominato è stato Pirati dei Caraibi - La maledizione del forziere fantasma con tre candidature.

## Candidature
I vincitori sono in grassetto.

### Televisione

#### Serie TV preferita
- American Idol
- Drake & Josh
- Fear Factor
- Zack e Cody al Grand Hotel

#### Attore televisivo preferito
- Drake Bell – Drake & Josh
- Jason Lee – My name is Earl
- Dylan Sprouse – Zack e Cody al Grand Hotel

- Cole Sprouse – Zack e Cody al Grand Hotel

#### Attrice televisiva preferita
- Miley Cyrus – Hannah Montana
- Emma Roberts – UnfabulousUnfabulous

- Jamie Lynn Spears – Zoey 101
- Raven-Symoné – Raven

#### Serie animata preferita
- SpongeBob
- I Simpson
- Le avventure di Jimmy Neutron
- Due fantagenitori

### Cinema

#### Film preferito
- Pirati dei Caraibi - La maledizione del forziere fantasma (Pirates of the Caribbean: Dead Man's Chest), regia di Gore Verbinski
- FBI: Operazione tata (Big Momma's House 2), regia di John Whitesell
- Una notte al museo (Night at the Museum), regia di Shawn Levy
- Cambia la tua vita con un click (Click), regia di Frank Coraci

#### Attore cinematografico preferito
- Adam Sandler  – Cambia la tua vita con un click
- Johnny Depp – Pirati dei Caraibi - La maledizione del forziere fantasma
- Jack Black – Super Nacho
- Will Smith – La ricerca della felicità

#### Attrice cinematografica preferita
- Dakota Fanning – La tela di Carlotta

- Halle Berry – X-Men - Conflitto finale
- Keira Knightley – Pirati dei Caraibi - La maledizione del forziere fantasma
- Sarah Jessica Parker – A casa con i suoi

#### Film d'animazione preferito
- Happy Feet, regia di George Miller

- Cars - Motori ruggenti (Cars), regia di John Lasseter
- L'era glaciale 2 - Il disgelo (Ice Age: The Meltdown), regia di Carlos Saldanha
- La gang del bosco (Over the Hedge), regia di Tim Johnson e Karey Kirkpatrick

#### Voce in un film d'animazione preferita
- Queen Latifah – L'era glaciale 2 - Il disgelo

- Ashton Kutcher – Boog & Elliot - A caccia di amici
- Julia Roberts – Ant Bully - Una vita da formica
- Bruce Willis – La gang del bosco

### Musica

#### Gruppo musicale preferito
- The Black Eyed Peas

- Fall Out Boy
- Nickelback
- Red Hot Chili Peppers

#### Cantante maschile preferito
- Justin Timberlake

- Chris Brown
- Jesse McCartney
- Sean Paul

#### Cantante femminile preferita
- Beyoncé

- Christina Aguilera
- Ciara
- Jessica Simpson

#### Canzone preferita
- Irreplaceable – Beyoncé

- Bad Day – Daniel Powter
- Crazy – Gnarls Barkley
- Hips Don't Lie – Shakira feat. Wyclef Jean

### Miscellanea

#### Videogioco preferito
- SpongeBob SquarePants: Creature from the Krusty Krab

- Madden NFL 07
- Mario Kart DS
- New Super Mario Bros

#### Libro preferito
- Harry Potter
- Una serie di sfortunati eventi
- Island of the Blue Dolphins
- How to Eat Fried Worms

#### Atleta preferito
- Shaquille O'Neal

- LeBron James

- Alexander Rodriguez
- Tiger Woods

### Wannabe Award
- Ben Stiller